# BOUML
BOUML es una aplicación que permite realizar diagramas UML 2 para especificar y generar código en C++, Java, Idl, Php, Python y MySQL.
Funciona sobre Unix / Linux / Solaris, Mac OS X (Power PC e Intel) y Windows.
Es relativamente rápido y hace un consumo de memoria relativamente pequeño, como se puede ver en las siguientes medidas comparativas:  Archivado el 8 de septiembre de 2013 en Wayback Machine.
BOUML es extensible, y se pueden escribir extensiones en C++ o Java, utilizando BOUML para su definición como cualquier otro programa. Los generadores de código y contra-generadores de código son extensiones incluidas en la distribución de BOUML.